# Boije Ovebrink
Boije Ovebrink, född 9 juni 1951 i Motala, är en svensk racingförare, som har tävlat i truckracing, banracing och har slagit fem hastighetsrekord för lastbil.

## Tidiga år
Boije Ovebrink har ända sedan uppväxtåren haft ett stort intresse för motorer och lastbilar.
Redan vid åtta års ålder började han köra traktor hos en morbror och vid 18,5 års ålder fick han dispens för att ta körkort för tung lastbil. En morbror blev sjuk och i det läget fick Ovebrink hoppa in och köra åkeriets enda bil. 23 år gammal startade Boije det egna åkeriet för att transportera takpannor åt en lokal fabrik.
1984 blev han tvåa i en tävling om Nordens tuffaste bruksbil  Med sin då nya Volvo F12, tippbil för jordbrukstransporter, kom han då i kontakt med truckracing för första gången. Ovebrink blev inbjuden att ställa ut den välputsade bilen på det första truckracet som kördes i Sverige på Ring Knutstorp 1985. Året efter körde han själv sitt första race i en bruksbil. Man tog bort flaket på en Volvo F 613 och satte dit en vändskiva. Till vardags kördes bilen med störtbåge och en effekt på cirka 400 hk. Eftersom den som standard hade en effekt 170 hk blev den i folkmun kallad för "Blixten".
1987 byggde Boije Ovebrinks team sin första riktiga truckracebil, en Volvo FL6 ”Lillen” och denna ersattes 1988 ersattes av en FL10, och denna avlöstes 1992 av den Volvo NL12 som han tävlade med fram till 1997.
Under många år varvade han truckracing med att vara åkare. Han hade som mest fyra bilar och det var först 1994 som han sålde sin sista bil.
Boije Ovebrink är också ordförande Swedish Volvo FH16 Club.

## Racingkarriär
1994 blev Ovebrink Europamästare i Race Truck-klass. Åren efter hade han flera framskjutna placeringar i både Race Truck-klassen och i Supertruck-klassen. Boije Ovebrink gjorde sin sista säsong i truckracing 2001, men har gjort sporadiska inhopp i bland annat Scandinavian Ferrari Challenge.
|      | Truckracing                                 |
| ---- | ------------------------------------------- |
| 1992 | 2:a i EuropaCupen, klass B                  |
| 1993 | 3:a i FIA European Cup, Race Truck-klassen  |
| 1994 | 1:a i FIA European Cup, Race Truck-klassen  |
| 1995 | 2:a i FIA European Cup, Race Truck-klassen  |
| 1996 | 3:a i FIA European Cup, Race Truck-klassen  |
| 1997 | 4:a i FIA European Cup, Race Truck-klassen  |
| 1998 | 9:a i FIA European Cup, Supertruck-klassen  |
| 1999 | 12:a i FIA European Cup, Supertruck-klassen |
| 2000 | 10:a i FIA European Cup, Supertruck-klassen |
| 2001 | 5:a i FIA European Cup, Supertruck B        |

## Hastighetsrekord
|      | Hastighetsrekord |
| ---- | --- |
| 2001 | Uråsa flygbas Sverige, 29 september 2001 MAN Supertruck 18-423, 0–1 000 meter medelhastighet 155,744 km / h, 0–500 meter medelhastighet 130,60 km / h, kategori A, Grupp 33, Klass 11                                            |
| 2007 | Västerås flygplats Sverige, 16 november 2007, Volvo NH16 ("Wild Viking"), 0–1 000 meter medelhastighet 158,828 km / h, inget rekord på 0–500 meter, FIA kategori A, Grupp 33, klass 11.                                          |
| 2010 | Hultsfreds flygplats Sverige, 9 juni 2010 Volvo NH D16 Record Truck, 0–1 000 meter medelhastighet 166,698 km / h, FIA kategori A, Grupp 33, klass 11                                                                             |
| 2011 | Hultsfreds flygfält Sverige, 28 juni 2011, Volvo D16 Hybrid Record Truck, 0–1 000 meter medelhastighet 152,252 km / h, 0–500 meter medelhastighet 115,342 km / h, FIA kategori A, Grupp X1, klass 3. Hybrid El + Diesel          |
| 2012 | Wendover flygfält, Utah, USA, 27 april 2012, Volvo D16 Hybrid Record Truck, flygande kilometern medelhastighet 236,577 km / h, 0–1 000 meter medelhastighet 166,698 km / h                                                       |
| 2016 | Västerås flygplats Sverige, 7 september 2016, Volvo D13 Dual-Clutch Record Truck (The Iron Knight), 0-500 meter medelhastighet 131,646 km/h coh 0–1 000 meter medelhastighet 158,828 km / h, FIA kategori A, Grupp 33, klass 11. |